# Feldkirchen in Kärnten
Feldkirchen in Kärnten (sloveens: Trg)is een zelfstandige stad in de Oostenrijkse deelstaat Karinthië, gelegen in het district Feldkirchen. De stad heeft ongeveer 14.000 inwoners.

## Geografie
Feldkirchen in Kärnten heeft een oppervlakte van 77,49 km². Het ligt in het zuiden van het land.

## Geboren
- Siegfried Grabner (1975), snowboarder
- Martin Hinteregger (1992), voetballer

## Foto's

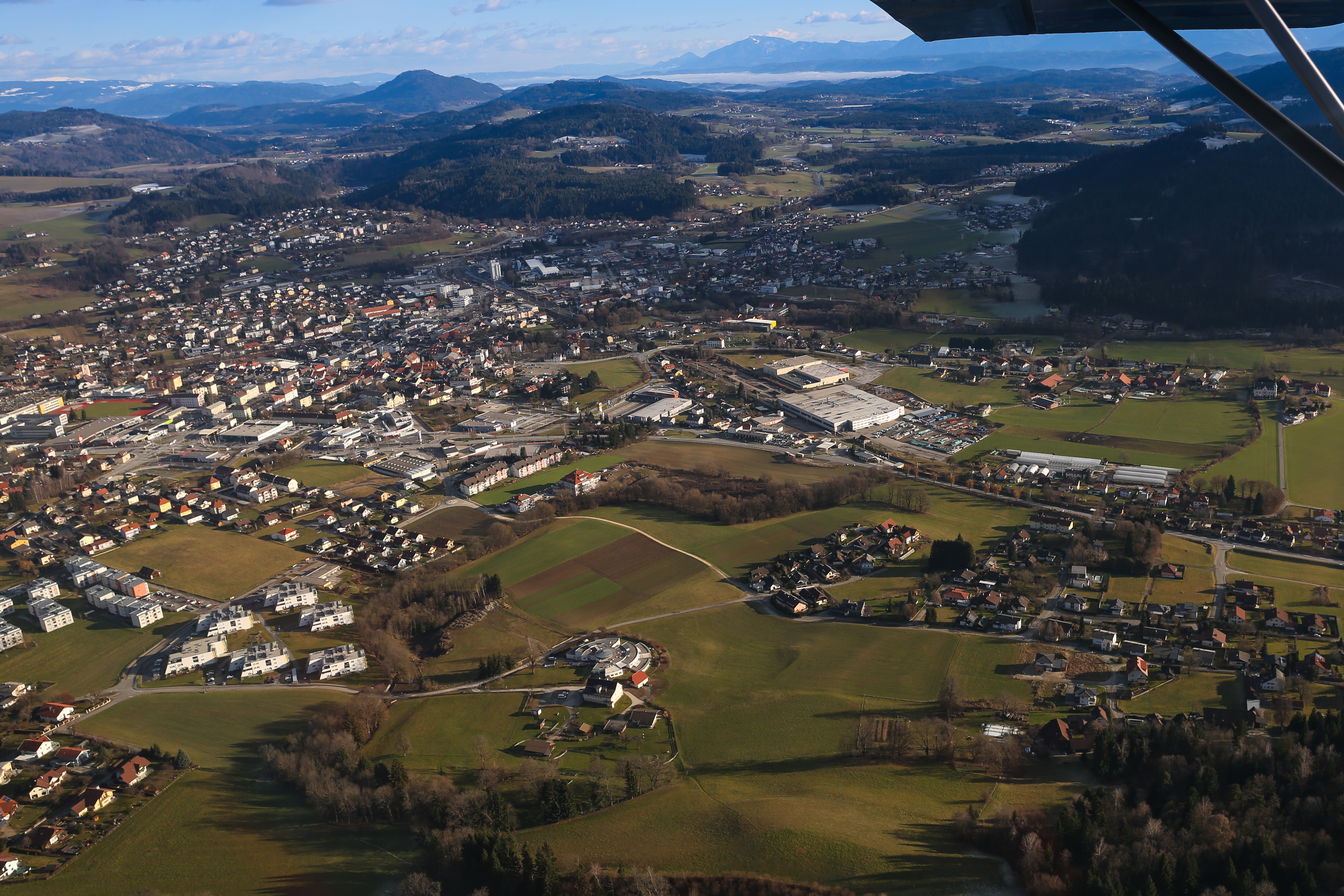
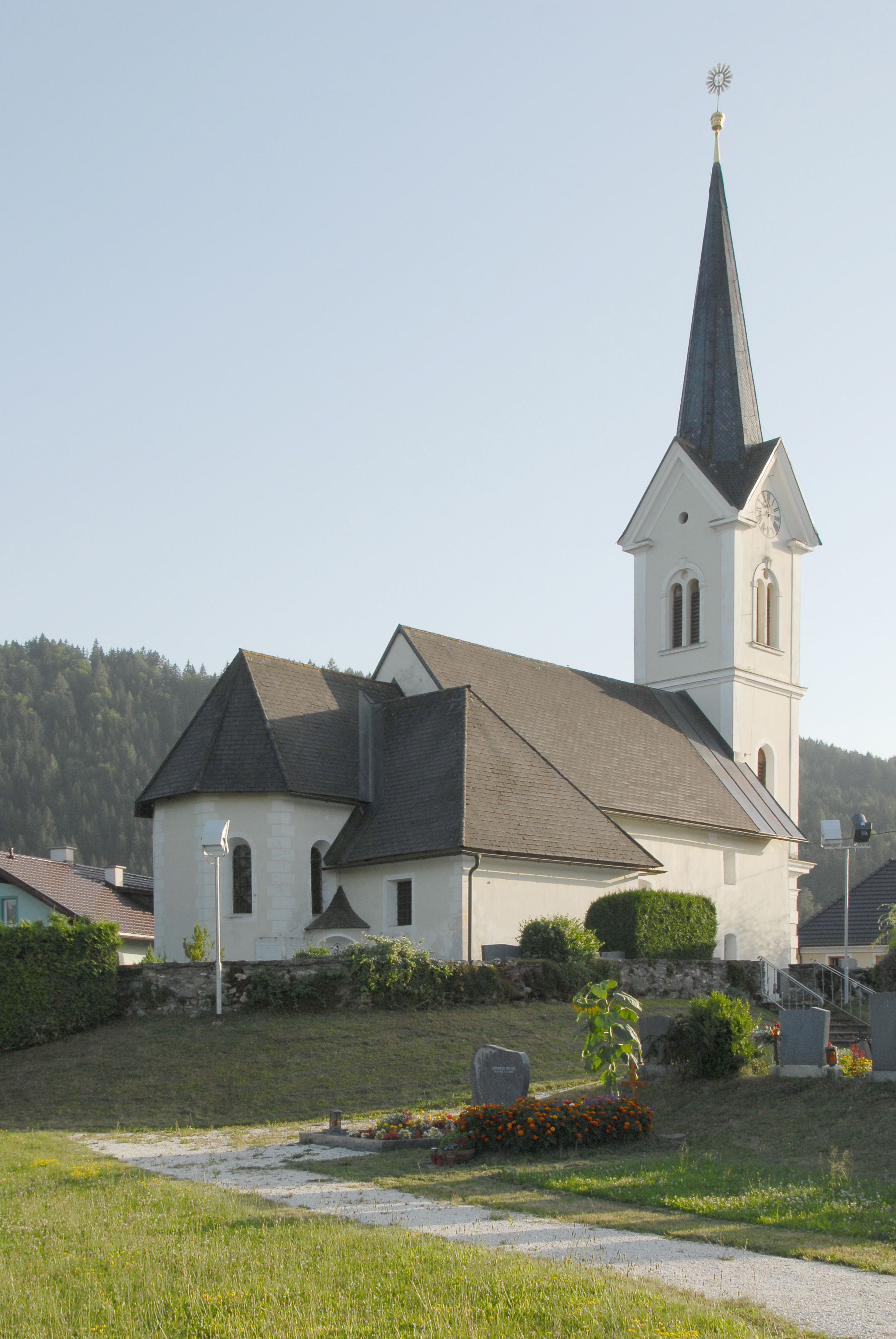
Feldkirchen, de parochiekerk van de Heilige Radegund
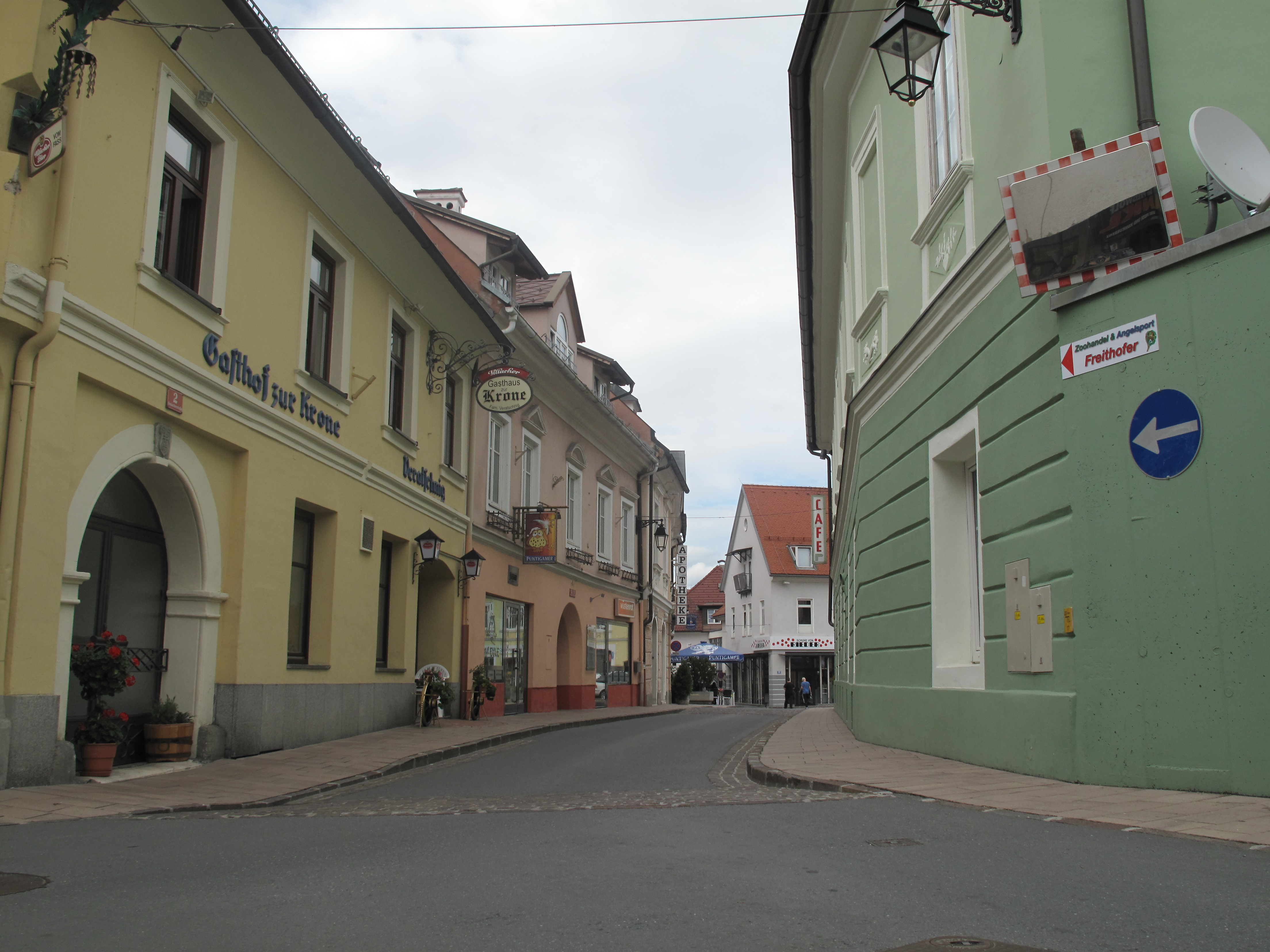
Feldkirchen, straatzicht

Albeck · Feldkirchen · Glanegg · Gnesau · Himmelberg · Ossiach · Reichenau · Sankt Urban · Steindorf am Ossiacher See · Steuerberg
- Gemeinsame Normdatei: 4016681-8
- Library of Congress Control Number: n83012807
- MusicBrainz: b09243c1-a85d-46bd-966b-ed81eb71e8ef
- Nationale Bibliotheek van Tsjechië: ge250431
- Nationale Bibliotheek van Israël: 987007564457205171
- Virtual International Authority File: 153638962
- WorldCat: E39PBJj8MTvqkY8kyfgJt6hT73